# Spiral Knights
Spiral Knights est un jeu vidéo de rôle en ligne massivement multijoueur créé par Three Rings Design et édité par Sega sorti en 2009. Il se déroule dans un univers de fantasy. Chaque joueur y incarne un chevalier robotisé appartenant à l'ordre des Spiral Knights et doit partir explorer le monde souterrain des Rouages de la planète Cradle à travers une multitude de donjons dont l'ordre change en temps réel, jusqu'au noyau du monde (le "Core"). Chaque joueur peut personnaliser et améliorer l'équipement de son chevalier pour atteindre les régions les plus profondes des Rouages.

## Lieux

### Haven
Cette ville est le carrefour des aventuriers et la base d'opérations des Spiral Knights. Les joueurs s'y retrouvent pour marchander entre eux ou bien avec des PNJ (enchères ou marchands en tous genres), ou simplement pour discuter. Pour y accéder, vous devez terminer le didacticiel et les missions du premier rang.
Le bazar à l'ouest de la ville abrite beaucoup de marchands PNJ; on peut y acheter des équipements et des recettes contre des Crowns ou des Jetons, accessoiriser des armures et des casques et créer des variantes pour les équipements.

### Arcade
C'est à partir de cet endroit que les Spiral Knights sont envoyés dans les Rouages. Il y a 4 portes avec des niveaux différents. On y trouve le responsable des récompenses du Colisée, qui vous offrira de nombreux prix en échange de Krogmo Coins gagnés durant les parties de Lockdown et de Blast Network.

### Camp de Refuge
Après le didacticiel, vous êtes mené au Camp de Refuge. Pour aller à Haven, il suffit de terminer les missions du rang 1. Il est impossible d'aller au Camp de Refuge via Haven.

## Système de jeu
Spiral Knights est un jeu d'action-aventure à la troisième personne vu du dessus ("Top-down view").

### Rouages
Dans l'enceinte de l'Arcade, il est possible d'emprunter différents ascenseurs menant aux Rouages. Chaque ascenseur correspond à une Porte composée au total de 29 étages.
Ces 29 étages, ou niveaux, sont séparés en 3 échelons et 6 strates. Ils correspondent à la profondeur à laquelle se trouve les chevaliers.
Les Rouages sont découpés comme suit :
- Échelon 1 :
  - Étage 0 - Lobby de l'équipe
  - Étages 1 à 3 - strate 1
  - Étage 4 - Terminal des Rouages
  - Étages 5 à 7 - strate 2
- Échelon 2 :
  - Étage 8 - Manoir Moorcroft - il faut avoir fini les missions 4-1 pour pouvoir passer.
  - Étages 9 à 12 - strate 3
  - Étage 13 - Terminal des Rouages
  - Étages 14 à 17 - strate 4
- Échelon 3 :
  - Étage 18 - Emberlight, la cité des Gremlins exclus - il faut avoir fini les missions 6-2 pour pouvoir passer.
  - Étages 19 à 22 - strate 5
  - Étage 23 - Terminal des Rouages
  - Étages 24 à 28 - strate 6
  - Étage 29 - Le Core

Certains étages sont particuliers : ils abritent des donjons se finissant sur un combat de boss, des étages aléatoires (des cimetières ou des niveaux appelés Treasure Trove et Treasure Vault).
Les étages disponibles pour chaque Porte, et peu importe la profondeur, changent en temps réel.

### Équipement
Il existe 8 types d'équipements dans Spiral Knights : le casque, l'armure, l'épée, le bouclier, le pistolet, la bombe, le joyau et l'accessoire. Chaque équipement est classé par étoiles. Un équipement 0 étoile est moins puissant qu'un équipement 5 étoiles. Pour créer la plupart des équipements, il faut au préalable acheter la recette correspondante à un marchand ambulant. On les trouve à Haven ou un peu partout dans les Rouages. Ensuite, il faut se rendre devant une machine d'alchimie qui vous proposera de créer des objets à partir des matériaux ramassés durant vos expéditions. Cela vous coûtera un certain nombre de Crowns et 3 orbes d'alchimie. Les accessoires n'ont pas besoin de recettes pour être confectionnés : il suffit juste d'interagir avec la machine près du responsable des récompenses du Colisée. Il est possible d'acheter des emplacements supplémentaires aux marchands d'items spéciaux pour une durée limitée.
Pour fabriquer des équipements, il faut avoir réuni les matériaux nécessaires ; que l'on trouve dans les donjons. Certaines recettes demandent des équipements donnés : par exemple, l'épée "Calibur" (épée 2 étoiles) est nécessaire à la fabrication de la "Tempered Calibur" (épée 3 étoiles).

### Crowns
Le Crown est la monnaie principale du jeu. Il permet d'acheter des recettes, de l'énergie ou des objets aux enchères.

### Énergie
L'Énergie est la monnaie secondaire du jeu. Il faut 5 100Crowns pour en avoir 100. Avec de l'énergie, on peut acheter des Étincelles de Vie (Spark of Life) et des orbes d'alchimie. Elle n'est maintenant plus nécessaire afin de descendre plus profondément dans les strates, seulement à des fins de fabrications ou d'ouverture de portes.

## Multijoueur
Cette facette du jeu permet aux chevaliers de se retrouver lors de parties joueur-contre-joueur (PVP). Ou d'accomplir des missions ensemble (4 joueurs max par groupe). On notera dès 2018 que le jeu baisse en continu en popularité et le jeu se meurt.

### Mode LockDown
Ce mode de jeu permet aux différents participants de s'affronter sur plusieurs cartes en équipe, le but du jeu étant de capturer des points de contrôle et de les protéger le plus longtemps possible à la manière d'un "Capture the Point" classique. Les joueurs sont regroupés dans un sas avant le début de la partie, où ils peuvent acheter des bonus avec leurs points d'Énergie. Chacun connaît alors la composition des équipes.
La partie commence dans une Locker Room, où chaque chevalier peut se régénérer et changer de mode de combat. On ne peut pas pénétrer dans la Locker Room de l'équipe adverse.
Il existe trois modes de combat spécifiques à ce jeu, chacun ayant ses avantages et ses inconvénients :
- Gardien (Guardian) : le joueur est équipé d'un puissant bouclier capable de soigner les alliés proches mais qui ralentit ses déplacements lorsqu'il est activé, ce bouclier défend aussi les alliés dans la zone . La vitesse des épées et des bombes est augmentée mais celle des pistolets est ralenti.
- Eclaireur (Recon) : le joueur est équipé d'un dispositif de furtivité qui remplace son bouclier. Le temps de chargement des bombes et des pistolets est augmentée et la vitesse d'attaque des épées est légèrement diminué.
- Attaquant (Striker) : le joueur est équipé de propulseurs lui permettant de sprinter pendant un court instant. Cependant, il ne possède pas de points de vie bonus. La puissance des épées est accrue ainsi que celle des pistolets, mais le temps de charge des bombes est grandement réduis.

L'équipe qui a le plus de points à la fin du chrono gagne la partie; mais si l'écart entre les deux scores est assez grand, l'équipe atteignant les 500 points remporte la victoire.

### Mode Blast Network
Ce mode de jeu est un remake de "Bomberman". Les équipements ne sont pas pris en compte, la seule arme disponible est une bombe spéciale : elle se charge immédiatement et elle tue les joueurs en un seul coup en explosant en ligne droite. Il est possible de ramasser des bonus pour augmenter sa vitesse, la puissance des bombes et le nombre de bombes que peut l'on peut armer à la fois. Les joueurs sont répartis dans deux équipes et sont regroupés dans un sas avant le début de la partie. Si un joueur est tué, l'équipe adverse gagne un point. L'équipe qui à le plus de points à la fin du chrono remporte la victoire.

## Social

### Amis
Chaque chevalier a une liste d'amis qui lui est propre.
À chaque fois qu'il veut devenir l'ami d'un autre chevalier, il clique dessus, choisit « ajouter aux amis » puis lui envoie une invitation.
Si le chevalier accepte ils pourront se retrouver n'importe où grâce à leur liste d'amis.

### Guildes
La guilde est un groupe de personnage dirigé par le créateur de la guilde (le maître de guilde).
Dans chaque guilde il y a 5 grades : recrue (quand l'aventurier viens d'être recruter dans la guilde), membre, vétéran, officier (à partir de cette grade l'aventurier peut recruter de nouveaux membres) et maître de guilde. Il peut y avoir plusieurs maitre de guilde. Le premier étant supérieur aux autres. Chaque guilde a un siège. Il peut être aménagé en achetant des décorations et autres avec des crowns dans celui-ci.